# ألدو فيسكونتي
ألدو فيسكونتي (بالإسبانية: Aldo Visconti)‏ (26 مارس 1977 بريسيستينسيا في الأرجنتين - ) هو لاعب كرة قدم أرجنتيني في مركز الهجوم. لعب مع تيغري وتشاكو للأبد ‏.

## وصلات خارجية
- ألدو فيسكونتي على موقع قاعدة بيانات كرة القدم.إي يو (الإنجليزية)
- ألدو فيسكونتي على موقع Soccerway.com (الإنجليزية)